# 187410 Anitabrockie
187410 Anitabrockie este o planetă minoră (asteroid), cu un diametru de 3,177 km, din centura de asteroizi. A fost descoperită pe 5 noiembrie 2005 la Mount Lemmon⁠(d) de Mount Lemmon Survey⁠(d). 
Obiectul prezintă o orbită caracterizată de o semiaxă mare de 3,0500448308392 UAi, o excentricitate de 0,10136879181135, o înclinație de 11,151103185731 ° în raport cu ecliptica.